# Wamanu
Les Wamanu (aussi Banu Wamanu, Wamnu  ou Ouemannou) sont une tribu nomade berbère zénète du Maghreb au Moyen Âge.   